# Anton Wieser (Politiker, 1859)
Anton Wieser (* 22. Oktober 1859 in Pischeldorf; † 1941 ebenda) war ein österreichischer Politiker und als solcher Abgeordneter im Kärntner Landtag.

## Leben
Wieser war der Sohn des Pächters der Freudenberger Schlossmühle Thomas Wieser und dessen Ehefrau Martha geborene Brugger. Er war römisch-katholisch und heiratete am 6. Februar 1882 Maria Doujak (* 29. Oktober 1863; † 12. Juni 1893). Aus der Ehe gingen zwei Söhne und vier Töchter hervor. Am 8. Oktober 1894 heiratete er in zweiter Ehe Charlotte geborene Truntschnig (* 7. März 1868; † 19. Mai 1927). Aus der zweiten Ehe stammten zwei Töchter und drei Söhne.
Wieser lebte als Landwirt, Gastwirt und Postmeister in Pischeldorf. Von 1901 bis 1920 war er Bürgermeister in St. Thomas am Zeiselberg, heute Gemeinde Magdalensberg. Er war Ehrenmitglied des Deutschen Schulvereins Südmark, Mitglied des Landesverbandes der Freiwilligen Feuerwehren und des Rettungswesens sowie Gründer der Freiwilligen Feuerwehr Pischeldorf.
Vom 16. April 1903 bis zum 20. September 1915 war er Abgeordneter im Kärntner Landtag. Im Landtag war er in der IX. Wahlperiode von 1903 bis 1909 Mitglied des volkswirtschaftlichen sowie des Bau-Ausschusses und in der X. Wahlperiode von 1909 bis 1915 Mitglied des Bau-, des Wasserrechts- und des volkswirtschaftlichen Ausschusses. Er gehörte dem Klub DVP an.